# Кукарников, Андрей Иванович
Кукарников Андрей Иванович (1849 г. — 13 (26) апреля 1910 г.) — купец, общественный деятель, один из руководителей казанского правомонархического (черносотенного) движения.

## Происхождение
А. И. Кукарников принадлежал к роду купцов заштатного города Арск Казанской губернии, сведения о представителях которого отложились в документальных источниках с XVIII в. Многочисленный купеческий род Кукарниковых (прежде, по сведениям казанского краеведа Н. Я. Агафонова, звавшихся Кукариновыми), к концу XIX — началу XX вв. был уже достаточно известен не только в самой Казанской губернии, но и за её пределами.
Отцом А. И. Кукарникова являлся проживавший в Арске и Казани купец Иван Андреевич Кукарников (1810—1872), матерью — Агриппина Ильинична Кукарникова (в девичестве — Макарова).
Известно, что А. И. Кукарников имел одного брата и одну сестру: Александра Ивановича Кукарникова, женатого на Анне Николаевне Кукарниковой (в девичестве — Смирновой), и Клавдию Ивановну Кузнецову (в девичестве — Кукарникову), бывшую замужем за Владимиром Гиршевичем Кузнецовым.

## Трудовая и общественная деятельность
Молодым человеком А. И. Кукарников поступил на службу в имение крупных казанских коммерсантов Ивана Николаевича и Михаила Николаевича Журавлёвых. Заведовал всеми их делами на протяжении 38-и лет, то есть большую часть своей жизни, внеся заметный личный вклад в социальное и хозяйственное развитие Казани.
Под непосредственным наблюдением и с участием А. И. Кукарникова в Казани был, в частности, построен известный «журавлёвский ночлежный приют» на 288 человек «со всеми удобствами для ночлежников» (располагавшийся «под Крепостью» — Казанским кремлём), пожертвованный затем городу. Кроме этого, он три года состоял главным агентом компании «Надежда» по транспортировке кладей.
Известно также, что А. И. Кукарников являлся землевладельцем Казанской губернии (по состоянию на начало 1906 г. он владел 205 десятинами удобной земли при деревне Твиритиновка Кощаковской волости Казанского уезда).
Будучи человеком консервативных взглядов и твёрдых религиозных убеждений, А. И. Кукарников принимал живое участие в общественно-церковной деятельности, выступал активным сторонником возрождения православных приходских организаций. Он являлся организатором и председателем Боголюбского церковно-приходского попечительства, три года состоял старостой Боголюбской (Екатерининской) церкви в Адмиралтейской слободе Казани.

## Политическая деятельность
А. И. Кукарников был известен в качестве вдохновителя, благотворителя и председателя двух правомонархических (черносотенных) организаций: «Общества церковных старост и приходских попечителей города Казани» (ОЦСПП) (председатель Совета с момента образования в декабре 1905 г. и до своей смерти) и действовавшего в Адмиралтейской и Ягодной слободах Казани Боголюбского (Адмиралтейского) отдела «Союза Русского Народа» (БО СРН) (председатель Совета с момента образования в ноябре 1906 г. до своей смерти). А. И. Кукарников являлся инициатором открытия в 1908 г. при БО СРН четырёхклассного патриотического мужского частного заведения второго разряда по программе мужской классной прогимназии.

Милостивому Государю А. И. КУКАРНИКОВУ
Милостивый Государь, Андрей Иванович.
На всеподданнейшем докладе Министра Внутренних Дел о верноподданнических чувствах, заявленных Боголюбским отделом союза русского народа в телеграмме от 7 Сентября сего года, адресованной председателю союза русского народа, ГОСУДАРЬ ИМПЕРАТОР Собственноручно начертать соизволил: «ИСКРЕННО ВСЕХ БЛАГОДАРЮ».
Об изложенном, вследствие отношения Канцелярии Г. Министра Внутренних Дел от 4 сего Ноября за № 4437, поставляю в известность Вас, Милостивый Государь, для объявления по принадлежности.
Примите уверение в совершенном уважении моём.
.— «Отпуск» Казанского губернатора на имя А. И. Кукарникова № 10307 от 11 (24) ноября 1908 г.// Национальный архив Республики Татарстан. Ф. 1. Оп. 5. Д. 1128. Л. 131.
Одновременно А. И. Кукарников состоял членом Совета Казанского отдела «Русского Собрания» (КОРС). При этом, как политический деятель, А. И. Кукарников находился под сильным влиянием председателя Совета КОРС А. Т. Соловьёва.
Как следует из протоколов заседаний Совета КОРС и общих собраний этой организации, он часто выступал на них по многим злободневным вопросам и являлся инициатором и автором целого ряда постановлений, запросов, воззваний и обращений. Среди докладов и сообщений А. И. Кукарникова значились: «о желательной постановке прихода (на почве благотворительности)», «о вреде распространения брошюр Л. [Н.] Толстого с направлением противоправославным», «о заседании группы центра Государственного Совета в Мариинском дворце об учреждении конституционной монархии в России и уравнении племён», «о современных событиях» и т. д.
Из протокола очередного заседания КОРС 21 июня (4 июля) 1906 г.:
Слушали доклад [А. И.]Кукарникова о вреде распространения брошюр Л. [Н.] Толстого с направлением противоправославным. Постановлено: доклад отправить в Петербургское «Русское Собрание», Обер-Прокурору Святейшего Синода и к священникам в Государственную Думу; последним с вопросом: есть ли в Думе православные священники и что они делают на пользу Православия?
В декабре 1906 г. (вместе с профессором В. Ф. Залеским и А. Т. Соловьёвым) А. И. Кукарников вошёл в Областную управу Объединенного Русского Народа, созданную по решению 3-го Всероссийского съезда Русских Людей в Киеве 1 — 7 октября 1906 г. Казанская управа должна была координировать деятельность правомонархических союзов всех губерний Волжско-Камского края. Являлся одним из руководителей Объединённых монархических обществ и союзов при КОРС.
11 (24) марта 1906 г., в числе других выборных от казанских черносотенных организаций, А. И. Кукарников был представлен от ОЦСПП (вместе с С. Г. Безценовым, В. Ф. Булыгиным, А. Г. Калиновским, П. В. Кудряшёвым, Г(Е). П. Отпущенниковым, И. С. Перовым и Я. С. Смоленцевым) в Царском Селе Императору Николаю II.
Однако слабое здоровье не всегда позволяло А. И. Кукарникову принимать личное участие в правомонархических событиях общероссийского масштаба, что делало его менее узнаваемым в столицах, чем других руководителей казанского черносотенного движения — В. Ф. Залеского и А. Т. Соловьёва. Так, на 3-м Всероссийском съезде Русских Людей в Киеве, ОЦСПП (совместно с КОРС) представлял А. Т. Соловьёв (хотя, по другим сведениям, 24 сентября /7 октября/ 1906 г. на собрании «Казанского Царско-Народного Русского Общества», КОРС и ОЦСПП делегатом на этот съезд от последнего был избран Р. В. Ризположенский). А в 1907 г. А. И. Кукарников вынужден был отказаться от участия в 4-м Всероссийском съезде Русских Людей, проходившем в Москве. В результате было решено «просить ехать депутатом от Боголюбского [отдела] „Союза [Русского Народа]“ Н. Н. Языкова и депутатом К. П. Берстеля».
А. И. Кукарников много публиковался в газетах «Русское Знамя» и «Казанский Телеграф». Был награждён «двумя большими золотыми медалями на Аннинской и Станиславской лентах».

## Семья, дети

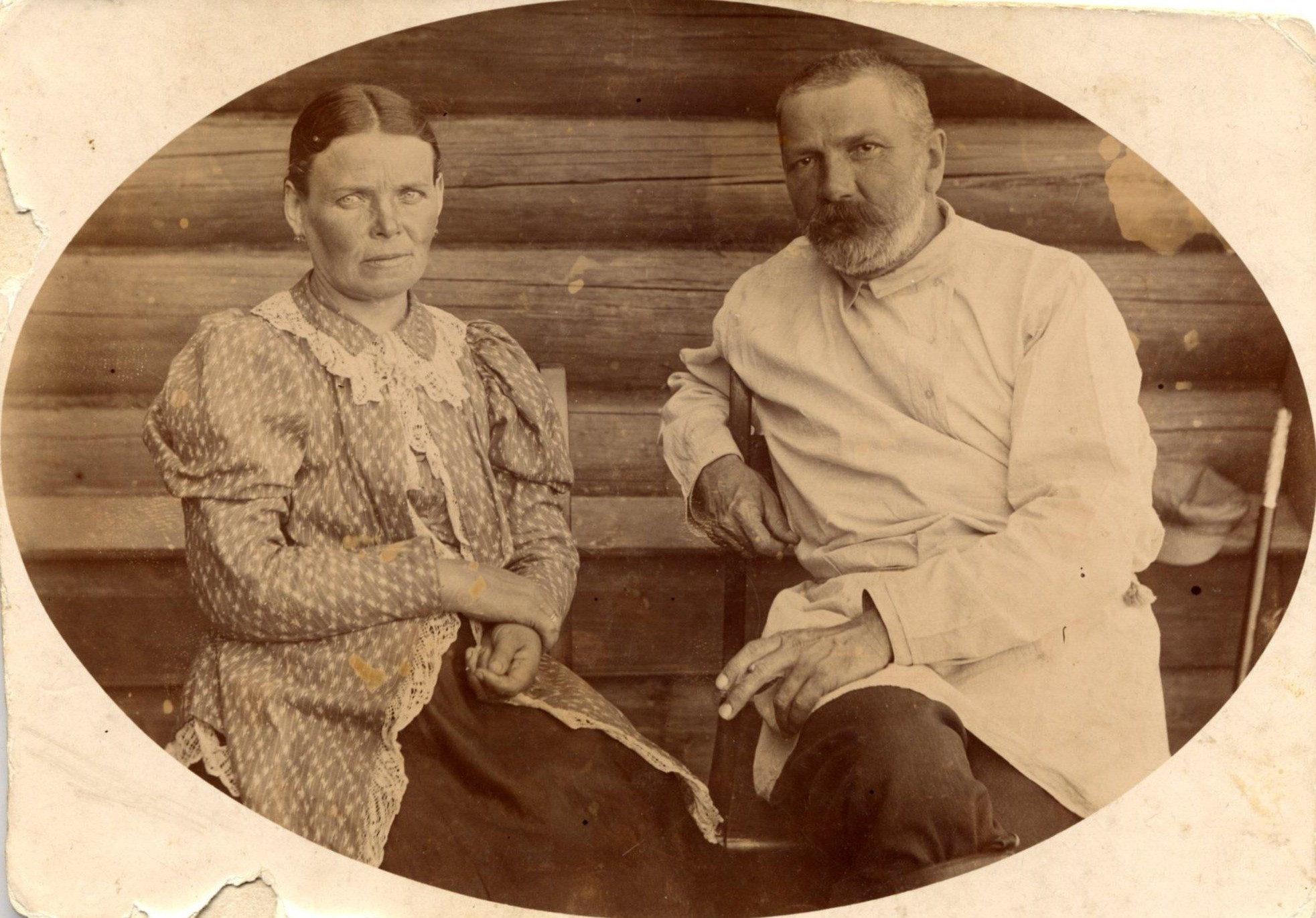
А. И. Кукарников с женой С. И. Кукарниковой (фото из семейного архива С. И. Кукарникова)

А. И. Кукарников с 1872 г. был женат на Софии Ивановне Кукарниковой (в девичестве — Лебедевой) (ум. после 1915 г.) и имел шестерых детей (сыновей Ивана, Сергея, Александра и дочерей Марию, Агриппину и Веру), двое из которых — Агриппина и Александр, посвятившие себя служению Богу, разделили судьбу новомучеников и исповедников Русской Православной Церкви, а один стал известным театральным актёром.
О детях А. И. Кукарникова известно, в частности, следующее:
Агриппина Андреевна Кукарникова (1882 г., город Казань — после 1932 г.) — учительница, монахиня. В 1899 г. окончила Казанскую Мариинскую гимназию, в 1907—1909 гг. прошла обучение в Казани на акушерских курсах. С 1911 по 1925 гг. состояла учительницей и служила в различных учреждениях. Была пострижена в монахини (являлась духовной дочерью протоиерея А. В. Лебедева). С 1925 по 1928 гг. жила в Казанском Богородицком женском монастыре (до его закрытия), затем — посещала Серафимовскую и кладбищенскую церковь, где иногда читала на клиросе. Проживала в Казани, где 27 июня 1931 г. была арестована. Обвинялась в том, что «являлась участником контрреволюционной организации филиала „ИПЦ“ в г. Казани, активно участвовала в антисоветской агитации… собирала деньги и продукты на арестованных». В январе 1932 г. (по групповому «Делу членов Казанского филиала „ИПЦ“») осуждена Особым Совещанием при Коллегии ОГПУ по статье 58 — 10, 11 УК РСФСР и приговорена к трём годам ссылки в Северный край. С 1931 г. находилась в заключение в Казани и в селе Заостровье Архангельской области, после ссылки жила в городе Чебоксары Чувашской АССР, работала в регистратуре поликлиники. По некоторым сведениям, достоверность которых вызывает сомнения, А. А. Кукарникова была расстреляна в 1937 г. Реабилитирована 28 сентября 1964 г.

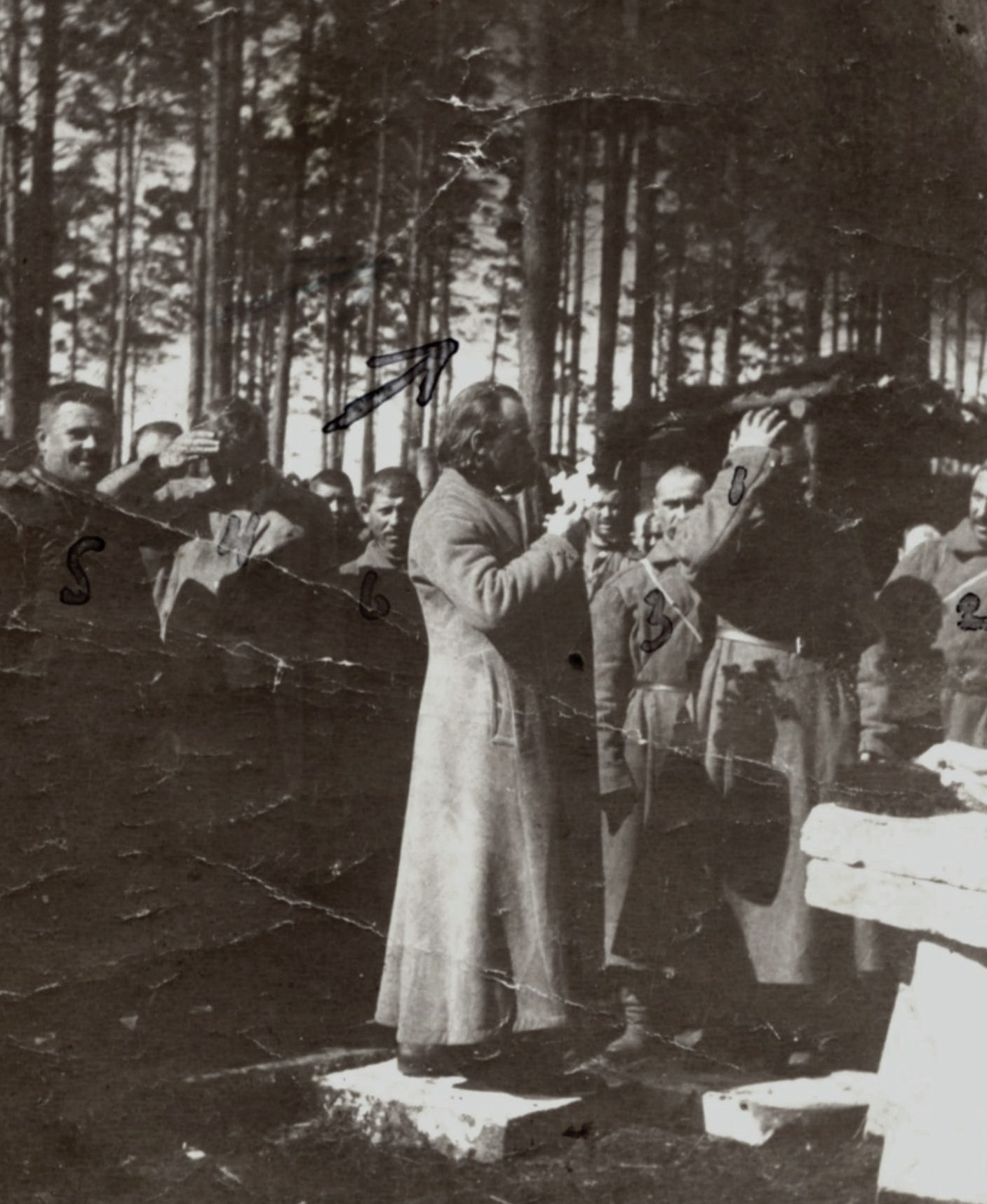
Священник А. А. Кукарников совершает богослужение на фронте (фото из семейного архива С. И. Кукарникова)

Александр Андреевич Кукарников (8 января 1885 г., город Казань — 9 мая 1938 г., город Мариинск Кемеровской области) — священник. Был женат на Алевтине Ивановне Кукарниковой (в девичестве — Вишневской) (1889—1975), имел несколько детей (сыновей Ивана, Германа, Николая). Учился в Императорском Казанском Университете, который оставил по настоянию отца после революционных событий 1905 г. Получил духовное образование. С 1910 по 1914 гг. служил священником в селе Новопоселённая Тулба в окрестностях города Мамадыш Казанской губернии. В 1914 г. был мобилизован в действующую армию, служил на фронте полковым священником до 1917 г. (семья в это время проживала в городе Чебоксары Казанской губернии). С 1917 по 1930 гг. служил в церкви Святого Германа Свияжского села Чекурча, расположенного в нескольких километрах от города Арск, с 1930 по 1932 гг. — в селе Шаранга Нижегородской области. Неоднократно подвергался репрессиям. В 1932 г. впервые был арестован и осуждён по обвинению в «неуплате в срок налогов» на один год принудительных работ и три года ссылки в Северный край (отбывал заключение и ссылку в Буреполомском ИТЛ около города Котельнич, в деревне Верхние Валдушки и селе Заостровье Архангельской области). После отбытия заключения вернулся к служению: в 1936—1937 гг. являлся священником в деревне Червяково в Кировской (ныне — Нижегородской) области. В 1937 г. был вновь арестован и осуждён на три года исправительно-трудовых работ и четыре года ссылки с отбыванием в Орлово-Розовском ИТЛ в городе Мариинск Кемеровской области. Здесь же и скончался от болезни кишечника. В 1940—1941 гг. аресту подвергалась также и его жена А. И. Кукарникова.
Вера Андреевна Кукарникова — учительница (проживала в Чебоксарах).

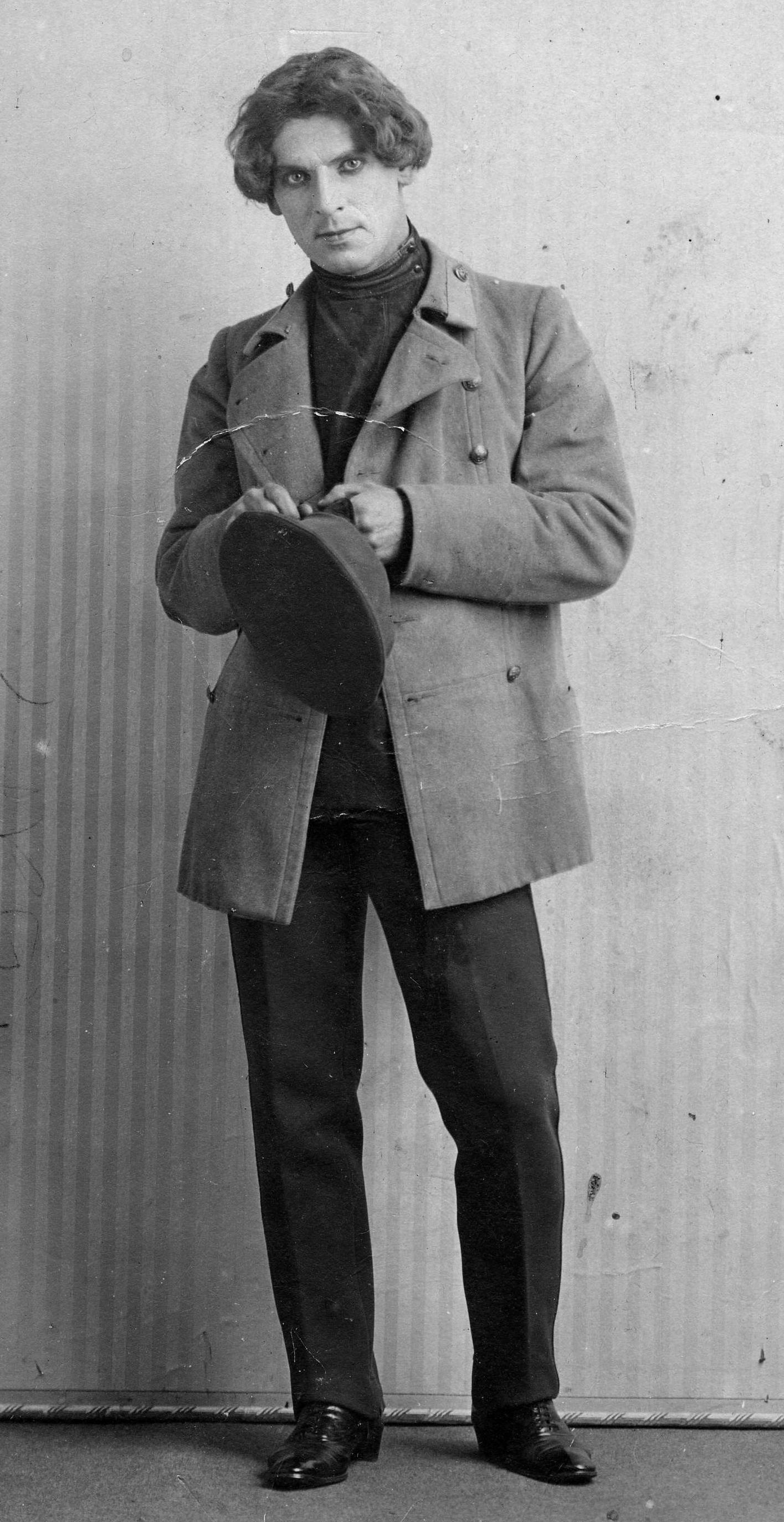
И. А. Кукарников (Слободской) в одном из своих театральных образов (фото из семейного архива С. И. Кукарникова)

Иван Андреевич Кукарников (театральный псевдоним — Слободской) (ум. 2 апреля 1943 г., город Тюмень) — театральный актёр, режиссёр, поэт. В 1907 г. в Казани был издан сборник «Стихотворения И. А. Кукарникова. 1900—1907 г.». И. А. Кукарников (Слободской) работал в крупных провинциальных и столичных театрах России. До революционных событий 1917 г. служил в Александринском театре в Санкт-Петербурге, затем переехал в Чебоксары, где постепенно собрались почти все дети А. И. Кукарникова. И. А. Кукарников (Слободской) являлся первым режиссёром местного русского театрального коллектива, организованного летом 1918 г., стоял у истоков создания Русского драматического театра в Чебоксарах. До осени 1934 г. он работал главным режиссёром в Русском филиале Чувашского академического государственного театра. После оставления этой должности И. А. Кукарников (Слободской) некоторое время служил там же актёром. В 1935 г. он поступил в Тюменский драматический театр, где работал до самой своей кончины 2 апреля 1943 г., являясь «старейшим артистом и режиссёром, лучшим производственником театра». Умер и похоронен в Тюмени.
Мария Андреевна Емельянова (в девичестве — Кукарникова) — учительница (проживала в Чебоксарах).
Сергей Андреевич Кукарников (ум. в 1963 г.) — агроном. Согласно информации, собранной одним из правнуков А. И. Кукарникова С. И. Кукарниковым, С. А. Кукарников участвовал в Первой мировой войне в чине прапорщика (летал на самолётах «Форман-16»), попал под немецкую газовую атаку и был контужен. Во время революционных событий 1917 г. находился в Петрограде, откуда перебрался в Чебоксары. Работал агрономом в правительственных структурах Чувашской АССР, преподавал в сельскохозяйственном техникуме.

## Кончина, погребение
А. И. Кукарников скончался от грудной жабы (приступа стенокардии) 13 (26) апреля 1910 г. Согласно пожеланию и с разрешения архиепископа Казанского и Свияжского Никанора (Н. Т. Каменского) А. И. Кукарников 15 (28) апреля 1910 г. был погребён в ограде Боголюбской церкви Казани (в советское время сам храм и некрополь при нём были уничтожены).